# Kleberg County
Das Kleberg County ist ein County im Bundesstaat Texas der Vereinigten Staaten. Das U.S. Census Bureau hat bei der Volkszählung 2020 eine Einwohnerzahl von 31.040 ermittelt. Der Sitz der County-Verwaltung (County Seat) befindet sich in Kingsville.

## Geographie
Das County liegt im Südosten von Texas, grenzt im Osten an den Golf von Mexiko und hat eine Fläche von 2824 Quadratkilometern, wovon 568 Quadratkilometer Wasserfläche sind. Es grenzt im Uhrzeigersinn an folgende Countys: Nueces County, Kenedy County, Brooks County und Jim Wells County.

## Geschichte
Kleberg County wurde am 27. Februar 1913 aus Teilen des Nueces County gebildet. Benannt wurde es nach Robert Justus Kleberg (1803–1888), einem frühen deutschen Siedler und Soldat bei der Schlacht von San Jacinto. Später war er oberster Richter im Austin County und hob 1861 ein Regiment für die Confederate States Army aus, in dem er aufgrund seines fortgeschrittenen Alters aber selbst nicht mehr diente.
Sechs Bauwerke und Bezirke im County sind im National Register of Historic Places („Nationales Verzeichnis historischer Orte“; NRHP) eingetragen (Stand 25. November 2021), wobei die King Ranch den Status eines National Historic Landmarks  hat.

## Demografische Daten

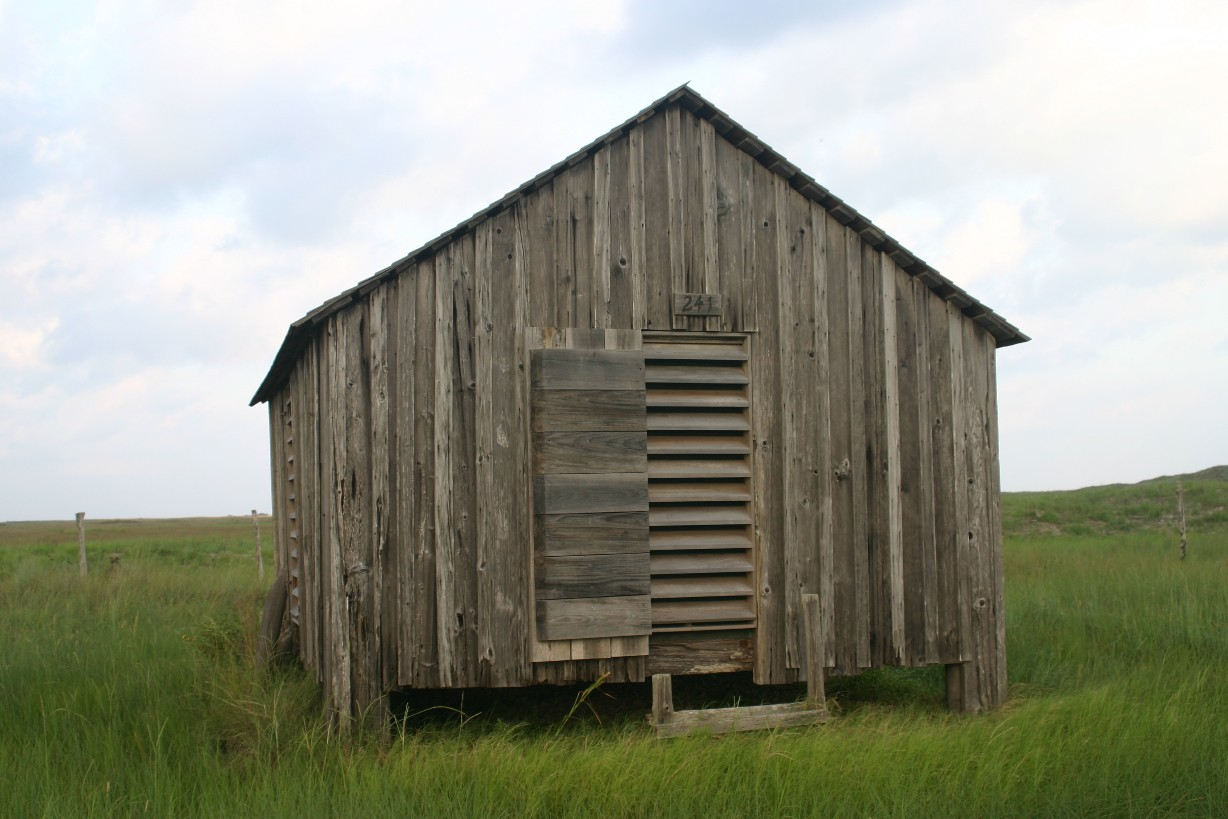
Dunn Ranch Novillo Line Camp (Bunkhouse A), gelistet im NRHP mit der Nr. 74000277

Nach der Volkszählung im Jahr 2000 lebten im Kleberg County 31.549 Menschen in 10.896 Haushalten und 7.681 Familien. Die Bevölkerungsdichte betrug 14 Einwohner pro Quadratkilometer. Ethnisch betrachtet setzte sich die Bevölkerung zusammen aus 71,87 Prozent Weißen, 3,70 Prozent Afroamerikanern, 0,61 Prozent amerikanischen Ureinwohnern, 1,47 Prozent Asiaten, 0,10 Prozent Bewohnern aus dem pazifischen Inselraum und 19,00 Prozent aus anderen ethnischen Gruppen; 3,25 Prozent stammten von zwei oder mehr Ethnien ab. 65,41 Prozent der Einwohner waren spanischer oder lateinamerikanischer Abstammung.
Von den 10.896 Haushalten hatten 34,9 Prozent Kinder oder Jugendliche, die mit ihnen zusammen lebten. 52,1 Prozent waren verheiratete, zusammenlebende Paare 13,9 Prozent waren allein erziehende Mütter und 29,5 Prozent waren keine Familien. 22,3 Prozent waren Singlehaushalte und in 7,6 Prozent lebten Menschen im Alter von 65 Jahren oder darüber. Die durchschnittliche Haushaltsgröße betrug 2,78 und die durchschnittliche Familiengröße betrug 3,30 Personen.
27,3 Prozent der Bevölkerung war unter 18 Jahre alt, 15,7 Prozent zwischen 18 und 24, 27,4 Prozent zwischen 25 und 44, 19,0 Prozent zwischen 45 und 64 und 10,6 Prozent waren 65 Jahre alt oder älter. Das Medianalter betrug 29 Jahre. Auf 100 weibliche Personen kamen 101 männliche Personen und auf 100 Frauen im Alter von 18 Jahren oder darüber kamen 98,5 Männer.
Das jährliche Durchschnittseinkommen eines Haushalts betrug 29.313 USD, das Durchschnittseinkommen einer Familie betrug 33.055 USD. Männer hatten ein Durchschnittseinkommen von 31.179 USD, Frauen 19.494 USD. Das Prokopfeinkommen betrug 13.542 USD. 21,2 Prozent der Familien und 26,7 Prozent der Einwohner lebten unterhalb der Armutsgrenze.

## Städte und Gemeinden
| - Kingsville - Loyola Beach | - Ricardo - Riviera | - Riviera Beach - Vattmanville |

- Corpus Christi (größtenteils im Nueces County)